# Alfabeto fenicio
El alfabeto fenicio es un antiguo alfabeto consonántico que se utilizó para escribir el fenicio y otras lenguas cananeas (como el hebreo, moabita, amonita y edomita). Aunque sus 22 letras son todas consonantes, las escrituras más tardías se sirven de mater lectionis para representar algunas vocales.
El fenicio se convirtió en uno de los sistemas de escritura más utilizados al ser difundido por los mercaderes fenicios a lo largo del mundo mediterráneo, donde fue asimilado por muchas otras culturas que lo adaptaron a sus respectivos idiomas. El alfabeto arameo, una forma modificada del fenicio, es el precursor de los alfabetos árabe y hebreo modernos. El alfabeto griego (y por extensión sus descendientes, como el latino, el cirílico y el copto) deriva directamente del fenicio, aunque los valores de algunas letras se modificaron para representar las vocales.
Dado que las letras originalmente se inscribían con un estilete, la mayoría de las formas son angulares y rectilíneas, aunque progresivamente se fueron desarrollando formas cada vez más cursivas, culminando con el alfabeto neopúnico del Norte de África de época romana. El fenicio se escribía generalmente de derecha a izquierda, aunque se han hallado algunos textos escritos en bustrófedon.

## Historia

Las letras fenicias dieron lugar a versiones distintas en cada uno de los alfabetos que derivan de ellas. De izquierda a derecha: latino, griego, fenicio, hebreo, árabe.

Cuando se redescubrió el alfabeto fenicio en el siglo XIX sus orígenes se desconocían. Al principio los investigadores pensaron que esta escritura derivaba de los jeroglíficos egipcios. La idea era popular especialmente debido al reciente desciframiento de los jeroglíficos. Sin embargo, no se encontró ningún vínculo entre los dos sistemas de escritura. Posteriormente se especuló con los posibles vínculos con las escrituras hierática o cuneiforme, o incluso como una creación independiente. Dichas teorías iban desde que fuera la invención de un solo hombre hasta que los hicsos los hubieran desarrollado a partir de una corrupción de la escritura egipcia.

### Sistemas en que se basa
Los hablantes de este alfabeto cananeo de la península del Sinaí ya utilizaban el alfabeto protosinaítico al menos desde el 1850 a. C. En Canaán se han hallado inscripciones esporádicas muy breves en protosinaítico que datan de principios y mediados de la Edad del Bronce, pero la escritura no se generalizó hasta la aparición de los reinos semíticos de los siglos XIII y XII a. C. La inscripción más antigua conocida que se considera escrita en alfabeto fenicio es el epitafio de Ahiram, inscrito en el sarcófago del rey Ahiram alrededor del 1200 a. C.
Por convención, se habla de escritura «protocananea» hasta mediados del siglo XI a. C., fecha en que hay constancia por primera vez de inscripciones en puntas de flecha realizadas en bronce; y de escritura «fenicia» solo a partir del 1050 a. C.

### Difusión del alfabeto y efectos sociales
La adaptación fenicia del alfabeto fue extremadamente exitosa, adaptándose con variantes a todo lo largo del mar Mediterráneo desde el siglo IX a. C. Dio lugar principalmente al alfabeto griego, el etrusco, los alfabetos anatolios y los signarios paleohispánicos. El éxito del alfabeto se debe en parte a su naturaleza fonética. El fenicio fue la primera escritura ampliamente utilizada en la que cada sonido se representaba solo con un signo. Este sistema sencillo contrastaba con los otros sistemas de escritura utilizados en aquel tiempo, como la cuneiforme, los jeroglíficos de Anatolia y los jeroglíficos egipcios, que utilizaban muchos caracteres complejos y difíciles de aprender.
Otra causa de su éxito fue la cultura comercial marinera de los mercaderes fenicios, que difundieron el uso del alfabeto a buena parte del Norte de África y Europa. Se han encontrado inscripciones fenicias en numerosos yacimientos arqueológicos de antiguas ciudades y colonias fenicias, como Biblos (en el actual Líbano) o Cartago (actual Túnez). Ciertos hallazgos indican un uso temprano en Egipto.
El fenicio tuvo efectos a largo plazo en las estructuras sociales de las civilizaciones con las que entró en contacto. Fue el primer sistema de escritura fonético en generalizarse; su simplicidad no solo permitía que fuera usado en muy diversos idiomas, sino también que la gente común aprendiera a escribir. Este hecho acabó en gran medida con el alto estatus que poseían aquellos  sistemas de escritura que solo podían aprender y emplear los miembros de la jerarquía real y religiosa, que lo usaban por tanto como instrumento de poder a fin de controlar el acceso del grueso de la población a la información. El fenicio desintegró muchas de estas divisiones de clase, aunque muchos reinos de Oriente Medio continuaron utilizando la escritura cuneiforme para asuntos legales y litúrgicos hasta bien entrada la era común.

## El alfabeto

### Nombre de las letras
El fenicio utiliza un sistema de acrofonía para nombrar las letras. Los nombres son básicamente los mismos que los de las escrituras de las que desciende, que a su vez derivan de los valores del jeroglífico original para cada letra. La palabra original se tradujo del egipcio a su equivalente semítico, tomándose entonces del sonido inicial de la palabra traducida el valor de la letra.
Con todo, según una teoría de Theodor Nöldeke, que data de 1904, algunos de los nombres cambiaron entre los sistemas fenicio y protocananeo.[cita requerida] Entre estos se incluirían:
- de gaml «palo arrojadizo» a gimel «camello»
- de digg «pescado» a dalet «puerta»
- de hll «júbilo» a he «ventana»
- de ziqq «grillete» a zayin «arma»
- de naḥš «serpiente» a nun «pescado»
- de piʾt «esquina» a pe «boca»
- de šimš «sol» a šin «diente»

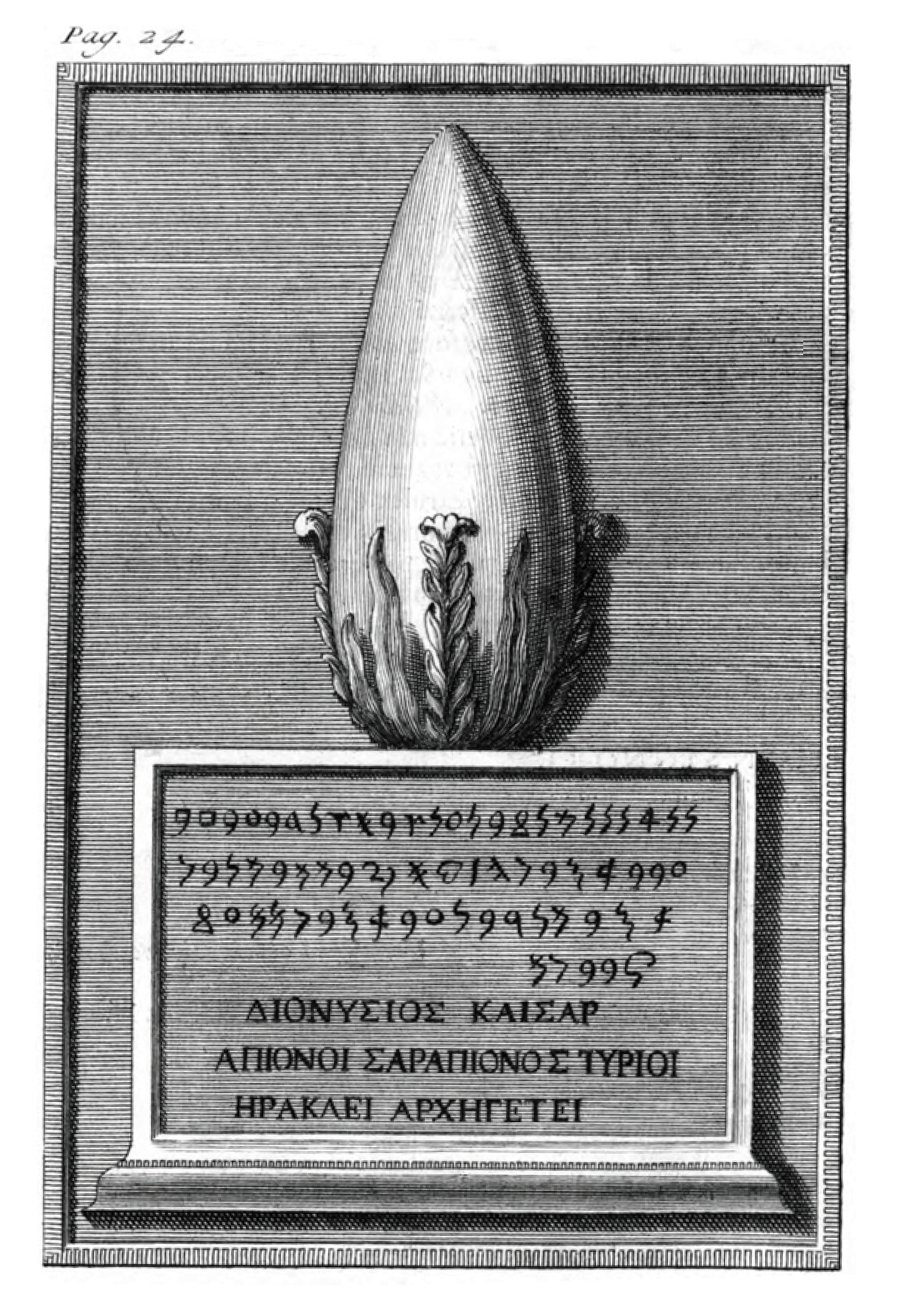
Cipo de Melqart, un bilingüe greco-púnico de Malta clave para que Jean-Jacques Barthélemy descifrara esta escritura antigua en 1758.

Otros investigadores, como Yigael Yadin consiguieron en gran medida demostrar que de hecho existían herramientas bélicas similares a los dibujos originales. Aron Demsky, de la Universidad Bar Ilán demostró que había secuencias de letras con significados similares, probando la lectura correcta de los dibujos. Investigaciones posteriores defendieron que el alfabeto se trata de hecho de dos listas completas: la primera sobre agricultura y vida en tierra; y la segunda sobre agua, mar y pesca.
Las formas del alfabeto fenicio que se muestran en las tablas están idealizadas. La escritura fenicia real era mucho más inestable y variable en apariencia. Hubo también cambios significativos según la época y la región.
Cuando la escritura alfabética llegó a Grecia, las letras utilizadas fueron parecidas pero no idénticas a las fenicias y se adaptaron ciertas grafías como vocales, ya que el alfabeto fenicio no contenía ninguna. Hubo también variaciones del sistema de escritura según la región de Grecia, principalmente en el valor otorgado a las letras que no tenían equivalente exacto en griego. Uno de estos alfabetos griegos locales evolucionó hasta el alfabeto griego estándar, mientras que otro lo hizo hasta el latino, a través del etrusco, por lo que hay considerables diferencias entre ambos. Ocasionalmente, el fenicio utilizó un palito o un punto como separador de palabras.

### Letras
La tabla que sigue muestra la evolución gráfica de las letras fenicias en otros alfabetos. El valor fonético cambió en gran medida, tanto durante la creación inicial de nuevos alfabetos como debido a los cambios fonéticos de las lenguas que los han usado a lo largo del tiempo.
| ʾalp | 𐤀 | ʾalp | buey               | ʾ [ʔ]  | א | ܐ     | ﺍ    | Αα           | Aa        | Аа           |
| bet  | 𐤁 | bēt  | casa               | b [b]  | ב | ܒ     | ﺏ    | Ββ           | Bb        | Бб, Вв       |
| gaml | 𐤂 | gaml | camello            | g [ɡ]  | ג | ܓ     | ﺝ    | Γγ           | Cc, Gg    | Гг           |
| delt | 𐤃 | delt | puerta             | d [d]  | ד | ܕ     | د, ذ | Δδ           | Dd        | Дд           |
| he   | 𐤄 | he   | ventana            | h [h]  | ה | ܗ     | هـ   | Εε           | Ee        | Ее           |
| wau  | 𐤅 | wau  | anzuelo            | v [w]  | ו | ܘ     | ﻭ, ﻑ | (Ϝ), Υυ      | F, Vv, Yy | (Ѵѵ), Уу     |
| zain | 𐤆 | zai  | arma               | z [z]  | ז | ܙ     | ﺯ    | Ζζ           | Zz        | Зз           |
| ḥet  | 𐤇 | ḥet  | muro               | ḥ [ħ]  | ח | ܚ     | ح, خ | Ηη           | Hh        | Ии           |
| ṭet  | 𐤈 | ṭet  | rueda              | ṭ [tˤ] | ט | ܛ     | ط, ظ | Θθ           |           | (Ѳѳ)         |
| yod  | 𐤉 | yod  | mano               | y [j]  | י | ܝ     | ي    | Ιι           | Ii, Jj    | Іі           |
| kap  | 𐤊 | kap  | palma (de la mano) | k [k]  | כ | ܟ     | ﻙ    | Κκ           | Kk        | Кк           |
| lamd | 𐤋 | lamd | aguijada           | l [l]  | ל | ܠ     | ﻝ    | Λλ           | Ll        | Лл           |
| mem  | 𐤌 | mem  | agua               | m [m]  | מ | ܡ     | ﻡ    | Μμ           | Mm        | Мм           |
| nun  | 𐤍 | nun  | serpiente          | n [n]  | נ | ܢ     | ﻥ    | Νν           | Nn        | Нн           |
| semk | 𐤎 | semk | pez                | s [s]  | ס | ܣ / ܤ | س    | Ξξ           |           | (Ѯѯ)         |
| ʿain | 𐤏 | ʿain | ojo                | ʿ [ʕ]  | ע | ܥ     | ع, غ | Οο, Ωω       | Oo        | Оо           |
| pe   | 𐤐 | pe   | boca               | p [p]  | פ | ܦ     | ف    | Ππ           | Pp        | Пп           |
| ṣade | 𐤑 | ṣade | caza               | ṣ [sˤ] | צ | ܨ     | ص, ض | (Ϻ)          |           | Цц (?)       |
| qop  | 𐤒 | qop  | mono               | q [q]  | ק | ܩ     | ﻕ    | (Ϙϙ), Φφ (?) | Qq        | (Ҁҁ), Фф (?) |
| roš  | 𐤓 | roš  | cabeza             | r [r]  | ר | ܪ     | ﺭ    | Ρρ           | Rr        | Рр           |
| šin  | 𐤔 | šin  | diente             | š [ʃ]  | ש | ܫ     | ش    | Σσ           | Ss        | Сс, Шш (?)   |
| tau  | 𐤕 | tau  | señal              | t [t]  | ת | ܬ     | ت, ث | Ττ           | Tt        | Тт           |

En la escritura fenicia, a diferencia de la mayoría de abyad posteriores como el arameo, hebreo bíblico y el árabe, ni siquiera las vocales largas se representaban en la escritura. Con el tiempo, se fueron desarrollando sistemas para marcar las vocales mediante el uso de consonantes (matres lectionis): en primer lugar, a partir del siglo III a. C. apareció la práctica de utilizar una 𐤀 (ʾ) para marcar la presencia de cualquier vocal final y, ocasionalmente, 𐤉 (y) para marcar una [iː] final. Más tarde, sobre todo tras la caída de Cartago, en las llamadas inscripciones neopúnicas, se complementó con un sistema en que la 𐤅 (w) denotaba [u], la 𐤉 (y) denotaba [i], la 𐤏 (ʿ) denotaba [e] y [o] y la 𐤀 (ʾ) denotaba [a], aunque para este último fin también podían hacerse servir la 𐤄 (h) y la 𐤇 (ḥ). Este último sistema se utilizó por primera vez con las palabras extranjeras y se extendió a muchas palabras nativas. Una tercera práctica era adaptar el uso de las consonantes al que tomaron cuando pasaron al latín y el griego, algo que por lo visto era todavía transparente para los púnicos: el sistema era prácticamente igual al anterior, pero utilizando la 𐤄 (h) para denotar [e] y exclusivamente la 𐤀 (ʾ) para denotar [a]. Posteriormente, las inscripciones púnicas empezaron a hacerse en alfabeto latino, que indicaba todas las vocales. Estas inscripciones posteriores, junto a unas pocas inscripciones en alfabeto griego y las transcripciones de los nombres fenicios a otros idiomas, representan la principal fuente para interpretar el sistema vocálico fenicio.

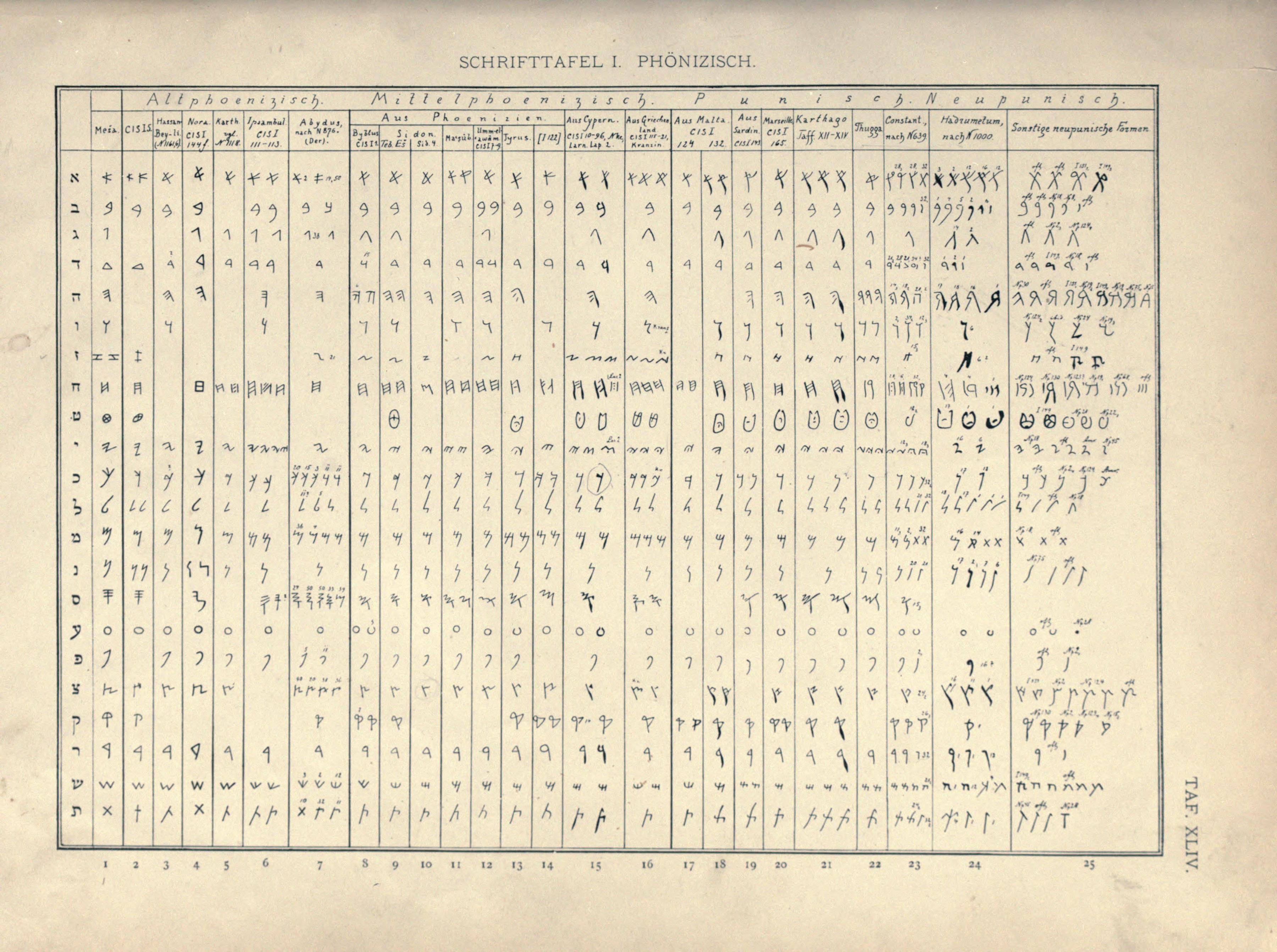
Recolección paleoráfica de formas de las letras fenicias hecha por Mark Lidzbarski en 1898

## Letras
Las letras del alfabeto fenicio pueden haberse usado como numerales, aunque solo hay constancia de este uso para las letras de 𐤀 a 𐤏 a fin de indicar las cifras del 1 al 10 en las monedas alejandrinas de Sidón. El sistema numérico fenicio consistía en símbolos diferenciados para los valores de 1, 5, 10, 20 y 100. El signo de 1 era un simple trazo vertical. El resto de números hasta el 9 se formaban añadiendo el número correspondiente de estos trazos, agrupados de tres en tres. El símbolo de 10 era una línea horizontal, mientras que el símbolo de 20 podía aparecer con diferentes variantes, entre las que se encontraba la combinación de los símbolos de 10, aproximadamente en forma de Z. Cantidades mayores se formaban agrupando la cantidad correspondiente de símbolos de 10 y de 20. Había diversas variantes del símbolo de 100, y este podía combinarse con el número precedente con valor multiplicatorio, p. ej., la combinación de «4» y «100» producía 400.

## Unicode
El alfabeto fenicio se añadió al estándar Unicode en julio de 2006 al salir la versión 5.0. Se desestimó la propuesta alternativa de tratarlo como una variación de fuente del hebreo.
El bloque Unicode para el fenicio es U+10900–U+1091F y está diseñado para representar textos en paleohebreo, fenicio arcaico, fenicio, arameo arcaico, fenicio cursivo tardío, papiros fenicios, hebreo de Siloam, sellos hebreos, amonita, moabita y púnico.
Las letras se codifician desde U+10900 𐤀 alep hasta U+10915 𐤕 taw; U+10916 𐤖, U+10917 𐤗, U+10918 𐤘 y U+10919 𐤙 codifican los numerales 1, 10, 20 y 100 respectivamente y U+1091F 𐤟 es el separador de palabras.
| Fenicio  |   |   |   |   |   |   |   |   |   |   |   |   |   |   |   |   |
|          | 0 | 1 | 2 | 3 | 4 | 5 | 6 | 7 | 8 | 9 | A | B | C | D | E | F |
| U+1090x  | 𐤀 | 𐤁 | 𐤂 | 𐤃 | 𐤄 | 𐤅 | 𐤆 | 𐤇 | 𐤈 | 𐤉 | 𐤊 | 𐤋 | 𐤌 | 𐤍 | 𐤎 | 𐤏 |
| U+1091x  | 𐤐 | 𐤑 | 𐤒 | 𐤓 | 𐤔 | 𐤕 | 𐤖 | 𐤗 | 𐤘 | 𐤙 | 𐤚 | 𐤛 |   |   |   | 𐤟 |
| Notes 1. |   |   |   |   |   |   |   |   |   |   |   |   |   |   |   |   |